# Rio Fundoaia (Bistricioara)
O Rio Fundoaia é um rio da Romênia, afluente do Bistricioara, localizado no distrito de Harghita.